# Arvydas Sabonis
Arvydas Sabonis (Kaunas, 19. prosinca 1964.) bivši je sovjetski i litavski košarkaš. Igrao je na poziciji centra. Sa sovjetskom košarkaškom reprezentacijom bio je olimpijski pobjednik te svjetski i europski prvak.
U karijeri je igrao za nekoliko klubova: Žalgiris, Valladolid, madridski Real i Portland Trail Blazerse.